# Breese an der Göhrde
Breese an der Göhrde ist ein Ortsteil der Gemeinde Zernien in der Samtgemeinde Elbtalaue, die zum niedersächsischen Landkreis Lüchow-Dannenberg gehört.
Das Dorf liegt 1,5 km nordöstlich vom Kernbereich von Zernien. Westlich, 2,5 km entfernt vom Dorf, liegt das Naturschutzgebiet Breeser Grund. Breese an der Göhrde liegt in der Göhrde, die mit 75 km² das größte zusammenhängende Mischwaldgebiet Norddeutschlands ist.

## Geschichte
Der Ort wurde 1330 im Lüneburger Lehnsregister unter dem Namen Brese erstmals urkundlich erwähnt. Den Namenszusatz erhielt Breese im Jahr 1564. Die Gemeinde hatte früher eine Fläche von 2,63 km². Zur Volkszählung am 13. September 1950 wurden 109 Einwohner, 25 Haushaltungen, 12 Normalwohnungen und 69 bewohnte Räume erfasst.
Am 1. Juli 1972 wurde Breese an der Göhrde in die Gemeinde Zernien eingegliedert.